# Manuel Ureña Pastor

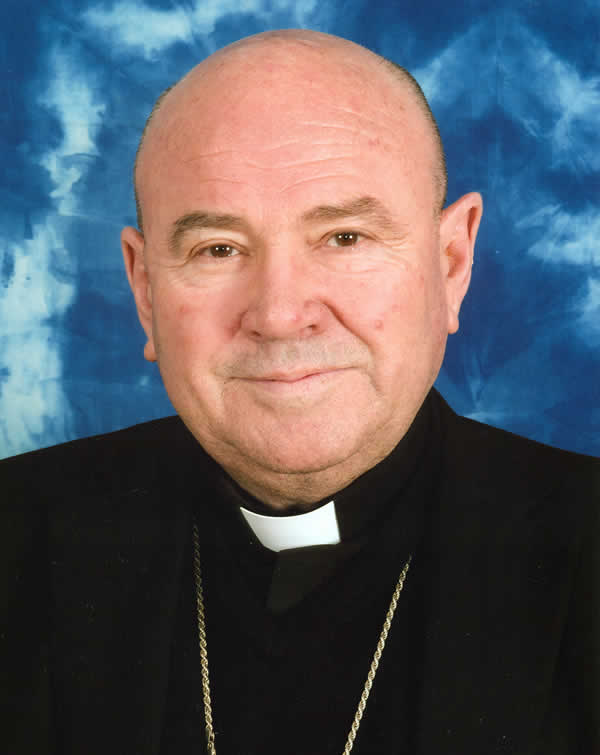
Erzbischof Ureña Pastor

Manuel Ureña Pastor (* 4. März 1945 in Albaida, Valencianische Gemeinschaft) ist emeritierter Erzbischof von Saragossa.

## Leben

Wappen als Erzbischof von Saragossa

Manuel Ureña Pastor empfing am 14. Juli 1973 die Priesterweihe als Diözesanpriester in Valencia.
Papst Johannes Paul II. ernannte ihn am 8. Juli 1988 zum Bischof von Ibiza. Der Apostolische Nuntius in Spanien und Andorra, Erzbischof Mario Tagliaferri, spendete ihm am 11. September desselben Jahres die Bischofsweihe; Mitkonsekratoren waren Angel Kardinal Suquía Goicoechea, Erzbischof von Madrid, und Miguel Roca Cabanellas, Erzbischof von Valencia. Als Wahlspruch wählte er Testis spei Christi.
Am 23. Juli 1991 wurde er zum Bischof von Alcalá de Henares, am 1. Juli 1998 zum Bischof von Cartagena und am 31. Juli 2003 zum Erzbischof von Saragossa ernannt.
Papst Franziskus nahm am 12. November 2014 seinen vorzeitigen Rücktritt an.